# Rusleen Zikry Putra Roseli
Rusleen Zikry Putra Roseli (* 13. März 2000) ist ein malaysischer Hürdenläufer, der sich auf die 400-Meter-Distanz spezialisiert hat.

## Sportliche Laufbahn
Erste internationale Erfahrungen sammelte Rusleen Zikry Putra Roseli im Jahr 2019, als er bei den Südostasienspielen in Capas in 52,56 s den siebten Platz belegte. 2023 gelangte er bei den Südostasienspielen in Phnom Penh mit 52,26 s auf Rang fünf und gewann mit der malaysischen 4-mal-400-Meter-Staffel in 3:08,82 min die Bronzemedaille hinter den Teams von den Philippinen und aus Thailand. Anschließend schied er bei den Asienmeisterschaften in Bangkok mit 52,52 s im Vorlauf über die Hürden aus und belegte mit der Staffel in 3:11,63 min den siebten Platz. Im August schied er bei den World University Games in Chengdu mit 52,77 s im Vorlauf über 400 m Hürden aus und belegte im Staffelbewerb in 3:10,30 min den fünften Platz.
In den Jahren 2019 und 2021 wurde Roseli malaysischer Meister im 400-Meter-Hürdenlauf.

## Persönliche Bestleistungen
- 400 m Hürden: 51,91 s, 11. Oktober 2019 in Ranchi